# ألمير
ألمير Almere  مدينة هولندية تقع في مقاطعة فليفولاند. تعتبر ألميرا أحدث المدن الهولندية حيث بدأت عمليات إنشائها في عام 1976، وأعلنت بلدية عام 1984. تعتبر ألميرا أكبر بلديات مقاطعة فليفولاند.

## طوبوغرافيا
خريطة طوبوغرافية هولندية لبلدية ألمير، سبتمبر 2014، (تقرأ بعد ثلاث نقرات على الخريطة)

## السكان
| 2011                 | عدد السكان | %    |
| -------------------- | ---------- | ---- |
| هولنديون             | 118,902    | 62.3 |
| مهاجرون أوروبيون     | 18,617     | 9.8  |
| مهاجرون غير أوروبيون | 53,136     | 27.9 |
| سورينام              | 21,183     | 11.1 |
| المغرب               | 6,900      | 3.6  |
| تركيا                | 3,262      | 1.7  |
| جزر الكاريبي         | 4,750      | 2.5  |
| غيرهم                | 17,041     | 8.9  |

## المواصلات
شبكة المواصلات في المدينة متطورة. يوجد في الشوارع ممرات خاصة بالدراجات الهوائية، كما يوجد ممرات خاصة بالحافلات. ويوجد في المدينة سكك حديد ومحطات حافلات سهلت عملية النقل في ألمير.

## المدن التوأمة
- آلبورغ، الدنمارك
- دميتروف، روسيا
- ياروسلافل، روسيا
- كوماسي، غانا
- بورتسودان، السودان
- لانكاستر، المملكة المتحدة
- ريندزبرغ، ألمانيا
- تاينان، تايوان (ليست رسمياً)

## مشاهير

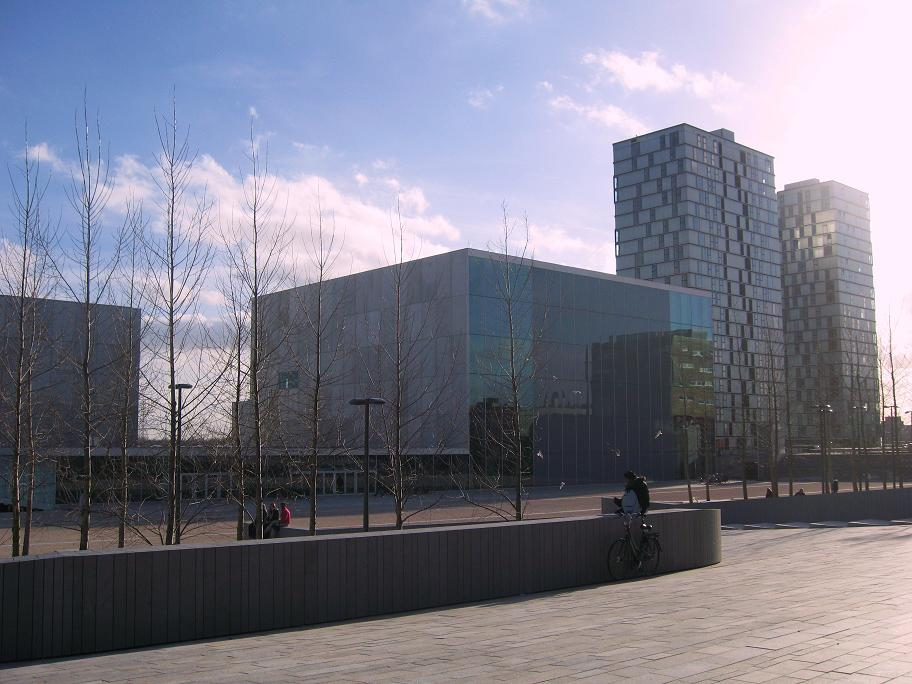
مسرح في ألمير

- علي ب
- هيدفيغز مادورو